# Герой та корона
«Герой та корона» (англ. The Hero and the Crown) — фентезійний роман американської письменниці Робін Маккінлі, вперше опублікований Greenwillow Books 1984 року. Лауреат медалі Ньюбері 1985 року. Події роману розгортаються навколо Ерін Вбивця Драконів, також відому як Ерін Вогневолосу, героїні, зображену як легендарний персонаж у «Синьому мечі». У книзі розповідається про еволюцію Ерін від сором’язливої усамітненої доньки короля Дамару до героїчної королеви, яка захищає свій народ від демонічних Сіверян.

## Сюжет

### Перша частина
Ерін — єдина дитина Арлбета, короля Дамара, і його другої дружини. Ерін успадкувала бліду шкіру своєї матері та вогненно-руде волосся, що відрізняє її від усіх інших дамарійців і змушує її боятися та піддаватися остракізму. Її особистим ворогом при дворі є Галанна, красива, але марнославна молода жінка, яка поширює чутки про те, що мати Ерін була відьмою і що Ерін незаконнонароджена. Галанна кепкує з Ерін за те, що вона не змогла розвинути Дар, відомий як келар, здатність використовувати магію, яку певною мірою успадковують усі члени королівської родини. Під час однієї з їхніх регулярних поєдинків Галанна переконує Аерін з’їсти листя рослини сурка, яка є отруйною для всіх, хто не має королівської крові. Хоча поїдання рослини сурка не вбиває Ерін, воно робить її надзвичайно хворою.
Під час відновлення Ерін натрапляє на книгу про історію Дамара та величезних драконів давнини, які тероризували його, з яких досі існують лише набагато менші родичі. Шукаючи усамітнення на пасовищі пораненого бойового коня свого батька Талата, Ерін читає книгу, зав’язуючи дружбу з упертим і гордим конем. Наприкінці книги вона знаходить рецепт кенету, мазі, призначеної для захисту власника від впливу вогню. Експериментуючи з маззю, вона також тренується у кінному бою з Талатом. Зрештою вона викрадається, щоб убити маленького дракона, який тероризував село. Її успіх приносить деяку незначну популярність і прохання про допомогу з інших сіл. Тим часом біда приходить з півночі у вигляді одного із західних баронів Нірлола, який загрожує громадянською війною.

### Друга частина
Арлбет боїться, що Корона Героя, предмет влади, нарешті потрапила в руки демонічних жителів півночі, і що божевілля Нірлола є симптомом їхньої зростаючої сили. Він змушений їхати на захід разом із багатьма членами двору, включаючи Тора (його спадкоємця чоловічої статі та єдиного друга Ерін), щоб мати справу з Нірлолом, але відмовляє Ерін у проханні приєднатися до нього. Однак, коли Арлбет готується їхати на північ, прибуває гонець, який несе новину про те, що останній із великих драконів, Маур, знову з’явився і тероризує Дамар. Арлбет не має іншого вибору, як спочатку розібратися з Нірлолом. Але Ерін, залишившись позаду, вирішує боротися з Мауром самотужки.
За підсумками жахливої битви Ерін ледь вдається перемогти Маура й вона починає вимагати як трофей червоний камінь, який залишився, коли тіло дракона згоріло дотла. Ерін сильно поранена, але їй вдається залізти на Талата, який несе її додому. Череп Маура приносять до замку як трофей, але його присутність, здається, глузує з Ерін, і її здоров'я не покращується. У стані послаблення Ерін ввижається білявий чоловік біля озера, який манить її підійти до нього, щоб їй допомогти. Ерін залишає Тору записку та їде на Талат, щоб знайти цього чоловіка, Люта.
Лют, чаклун, зцілює Аерін, поміщаючи її в Озеро Снів, через що вона стає «не зовсім смертною». Він також навчає її магії й Ерін дізнається, що саме келар дає королівській сім’ї магічні здібності. Потім Лют розповідає, що мати і дядько Ерін, Агсдед, разом з Лютом були учнями майстра-мага. Агсдед був найкращим учнем, але використав свої здібності для лихих намірів. Пророцтво передрікало, що один з власної крові Агсдеда переможе його; у страху мати Ерін втекла на південь, щоб мати дитину (Ерін) від Арлбет. Коли Ерін повністю одужає, Лют відправляє її на північ із червоним кривавим каменем дракона та Гонтураном, Блакитним мечем, щоб вона кинула виклик Агсдеду.
Під час подорожі до Аерін приєднуються армії фольца (великих гірських котів) і єригів (великих диких собак). Після великої магічної битви, в якій Агсдед зрештою зазнає поразки, а Корона Героя повернута, Ерін рятує Лют, який супроводжує її назад до свого озера на шляху додому. Вони вступають у романтичні стосунки; Ерін покидає його, але обіцяє одного дня повернутися, оскільки вони обоє безсмертні.
Вона повертається і бачить, що королівство програє битву з демонічним жителям півночі. Використовуючи Гонтуран та її армію фольца та єригів, а також віддавши Корону Героя Тору, вона допомагає перемогти сіверян, але ціною багатьох життів, у тому числі Арлбета. Ерін за допомогою Тора нарешті позбавляє королівство від черепа злого Маура, але в процесі цього череп перетворює Дамар на пустелю. Ерін виходить заміж за Тора, якого вона по-своєму щиро кохає, і вони разом як правителі допомагають відновити королівство.

## Головні герої
Ерін

«Сол», або найближча спадкоємиця короля, донька короля Арлбет. Ерін уникають через її чужоземну зовнішність і чутки, що її мати була відьмою, яка полонила батька, щоб вона народити спадкоємця з благородною кров’ю. Незважаючи на те, що у неї практично немає друзів і вона віддалена від свого батька, Ерін поступово завойовує визнання завдяки своїм умінням вбивати драконів, навичкам поводження з кіньми та знанням, як зробити мазь кенету, яка робить того, хто її носить, вогнестійким. Цей персонаж з’являється в короткому примарному образі в «Синій меч».
Лют

Безсмертний чаклун, який багато чого навчає Ерін про її Дар і її сім’ю, зцілюючи від зустрічі з драконом Мауром. Занурює її в Озеро Мрій, роблячи її «не зовсім смертною», і закохується в неї. Цей персонаж також з'являється в «Синій меч».
Маур

Злий, який дракон тероризує Дамар.
Тор

«Сола», або чоловічий спадкоємець престолу, єдиний друг Ерін і дуже кохає її.
Джаланна

Приваблива, мініатюрна та мстива, вона та її коханець Перліт — головні вороги Ерін при дворі.
Аґсдед

Злий чарівник, який також є дядьком Ерін.

## Жанр та стиль
«Герой і корона» — це нове віяння в молодіжному фентезі наприкінці XX століття: «раптовий розквіт героїнь», згідно з історією жанру за 2016 рік. У ранніх творах високого фентезі жіночі персонажі часто були відсутні або їм відведилася другорядна роль, і вважалося нереальним для жінок відігравати провідну роль у середньовічному світі. Це уявлення було піддано сумніву в 1970-х і 1980-х роках, коли такі автори, як Патриція Маккілліп, Робін Маккінлі та Тамора Пірс, увійшли до жанру фентезі. На думку дослідників, на їхні твори вплинула друга хвиля феміністичного руху попереднього десятиліття.
У своїй промові під час нагородження медаллю Джона Ньюбері Маккінлі сказала, що «відчайдушно бажала таких книг, як «Герой», коли я була молодою, книжок, які не вимагали б від мене неправдивої статі, якщо б я хотіла фантазувати про свої пригоди». На неї вплинули героїчні пошуки Дж. Р. Р. Толкіна, але вона розчарувалася жінками в його творах, за винятком Еовін, персонажа, який маскується під чоловіка, щоб мати можливість битися. Головна героїня Маккінлі Ерін — не традиційно красива принцеса, а спортивна; вона займається активним відпочинком, зокрема їздою верхи. Завдяки зв’язку Ерін із конем на ім’я Талат в історії з’являється мотив головної ролі караванця з твариною-компаньйоном, що повторюється у творчості Маккінлі. Розповіді про Дамара описуються як «фемінізовані квести», оскільки в них поєднуються жіночі головні ролі з традиційно чоловічими квестами.

## Відгуки
У ретроспективному есе про книги, нагороджені медаллю Ньюбері з 1976 по 1985 рік, літературознавець Зена Сазерленд написала: «Довга і періодично заплутана історія вражає своїм розмахом і розмахом, а також силою оповіді, але не глибиною своїх характеристик; у ній є багато знайомих фольклорних елементів, але вони поєднані з великою працездатністю та деяким розмахом». В есе 2016 року для Tor.com письменниця Ілана К. Маєр зазначила: «Зрештою, світ, який Маккінлі створює своєю неповторною прозою, разом із пам’ятною героїнею гарантує, що «Герой і корона» залишається класикою фентезі».